# Espace Daniel-Sorano
L'Espace Daniel-Sorano ou Espace Sorano est une salle de spectacle inaugurée en 1963 au 16 rue Charles-Pathé à Vincennes (Val-de-Marne).

## Historique
Créée au sein de la Maison des jeunes et de la culture de Vincennes ouverte le 15 janvier 1961, la salle doit son nom du comédien Daniel Sorano (1920-1962), membre de la troupe du Théâtre national populaire de Jean Vilar. Elle est alors dirigée par Pierre Debauche qui en fait le lieu de résidence de sa compagnie est en résidence.
En 1999, l’ensemble du bâtiment est totalement rénové et prend le nom d’Espace Sorano à sa réouverture, l'année suivante. Une deuxième salle est créée à cette occasion, le Petit Sorano.